# Lanesborough-Ballyleague

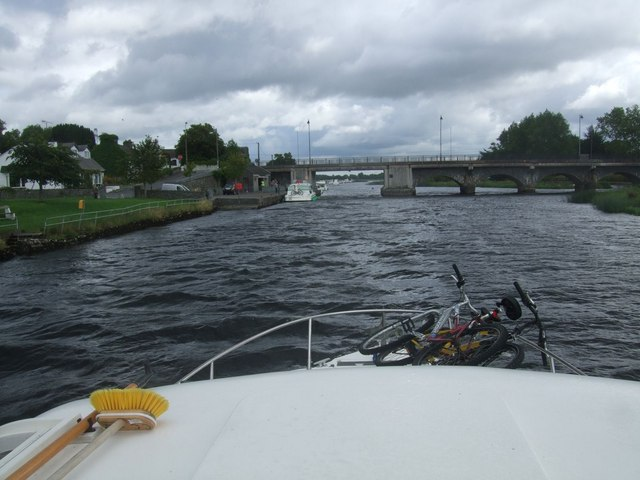
Brug over de Shannon in Lanesborough

Lanesborough-Ballyleague (vaak kortweg Lanesborough of Lanesboro genoemd; Iers: Béal Átha Liag) is een plaats (town) in Ierland, aan de noordzijde van Lough Ree, waar de rivier de Shannon in het meer stroomt. Het bestaat uit twee plaatsen aan weerszijden van de rivier: Lanesborough, dat ligt aan de linker (oostelijke) oever van de Shannon, in County Longford, en Ballyleague, aan de overzijde in County Roscommon. Een brug over de Shannon verbindt beide stadsdelen. Het ligt niet alleen in twee verschillende counties maar ook in twee verschillende provincies: Lanesborough ligt in Leinster en Ballyleague in Connacht.
De omgeving van Lanesborough is vooral gekend bij vissers; vele toeristen komen ernaartoe om te sportvissen, onder meer op snoek, brasem of zeelt. Het is ook een populaire stopplaats voor de pleziervaart op de Shannon.
Aan de noordzijde van Lanesborough staat Lough Ree Power Station, een elektriciteitscentrale die met turf gestookt wordt.